# Som De ikke kender dem
|  | Denne artikel er oprettet af botten Steenthbot ud fra en ekstern database. Den kan derfor have sproglige fejl eller mangler. Denne skabelon kan fjernes efter kontrol af indholdet. |

Som De ikke kender dem er en dansk dokumentarfilm fra 1940.

## Handling
En promotionfilm for dansk teater, der i korte indslag fortæller, hvad en række af tidens folkekære skuespillere laver i sommerferien, når de ikke står på scenen eller filmsettet: Elith Foss på vandretur i Danmark. Karen Lykkehus er også ivrig tilhænger af vandresporten - med rygsæk og i shorts. Sven Methling på fisketur på Furesøen. Ellen Gottschalch med sine to Airedale terriere. Sigurd Langberg hejser Dannebrog hver dag sammen med sønnen Ebbe. Christian Arhoff høster succes på gartneriområdet. Kai Holm er operatør i Toftegaards Bio. Helge Kjærulff-Schmidt går tur med barnevogn. Johannes Meyer i sit hjem med sin samling af fugle. Mathilde Nielsen, Albrecht Schmidt og Betty Søderberg med sine to børn i haven. Og mange flere.